# Lupita
Lupita ist ein spanischer weiblicher Vorname. 
Lupita ist die Kurzform von Guadalupe. Die Kurzform von Lupita ist Pita.

## Bekannte Namensträgerinnen
- Lupita Nyong’o (* 1983), kenianische Schauspielerin und Filmemacherin
- Lupita Tovar (1910–2016), mexikanische Schauspielerin